# Oleanna
Oleanna (Oleana in norvegese) è una celebre  canzone norvegese.
Il testo originale della canzone Oleanna, in norvegese, viene composto nel 1853 da Ditmar Meidell, un editore di giornali norvegese, sulle note di una melodia preesistente chiamata "Rio Janeiro".
È una canzone di critica nei confronti del violinista e compositore norvegese Ole Bull, che vedeva nella società americana un mondo perfetto, e aveva formato delle comunità in Pennsylvania all'interno di una colonia chiamata New Norway (Nuova Norvegia). Una di queste colonie, ironicamente descritta nella canzone, si chiamava per l'appunto Oleanna.
Il testo in inglese viene composto in seguito dal cantante folk americano Pete Seeger.

## Testo

### Italiano
Oh, ole Oleanna

vecchia terra del Far-West,

fra le terre la più strana,

tutta ti vorrei per me.

Ole, Oleanna

Ole, Oleanna-na

ole ole ole ole

Ole, Oleanna-na.

She-nengo il caballero,

quando ad Oleanna fu,

mise in piedi un grattacielo

con le fondamenta in su!

Ole, Oleanna ...

Le mucche campagnole

tutte migrano in città,

vi frequentano le scuole

dove imparano a ballar.

Ole, Oleanna ...

Se vino tu vuoi bere

che ti faccia inebriar,

dalle pompe di un pompiere

tu non hai che da succhiar!

Ole, Oleanna ...

Oh, ole Oleanna

sei rimasta nel mio cuor:

sei la terra dove il cielo

splende sempre e ride il sol.

Ole, Oleanna ...

### Norvegese
I Oleana der er det godt at være,
i Norge vil jeg inte Slavelænken bære!
Ole-Ole-Ole oh! Oleana!
Ole-Ole-Ole oh! Oleana!
I Oleana der faar jeg Jord for Intet,
af Jorden voxer Kornet, — og det gaar gesvint det.
Aa Kornet det tærsker sig selv oppaa Laaven,
imens ligger jeg aa hviler mig i Koven.
Hej Markedsgang! Poteterne skulde Du se, Du.
Der brændes mindst en Pot af hvereneste en Du.
Ja Bayerøl saa godt, som han Ytteborg kan brygge,
det risler i Bækkene til Fattigmandens Hygge.
Aa Laxene dem springer saa lystig i Bække,
dem hopper selv i Gry den aa roper: dem ska' dække!
Åa brunstegte Griser de løber om saa flinke
åa forespør sig høfligt, om Nogen vil ha' Skinke.
Aa Kjørene dem melker aa kjærner aa yster
liksaa naturlig som Else, mi Syster.
Åa Storstuten sjelve staar inte og hænger,
han banker sine Kalve, fordi de gaar og slænger.
Aa Kalvene de slagter sig hurtig og flåar sig
aa stejker sig fortere end man tar en Taar sig!
Aa Høna værper Æg saa svære som Stabur,
mens Hanen angir Tiden som et ottedags Slaguhr.
Fra Skyerne det regner med Kolerakaker.
Aa Gubevare Dere vel for dejlige Saker!
Aa Sola hu skinner saa trufast hele Natta
saa atte man kan se i Mørke liksom Katta!
Aa Maanen hver Aften er fuld — det er sikkert.
Jeg ligger just aa ser paa'n med Flaska tel Kjikkert.
Ja to Daler Dagen det faar Du for at svire,
aa er Du rektig doven, saa kanske Du faar fire.
Åa Kjærringa og Unger dem falder paa Kommynen.
Betaler dem ikke, såa faar dem paa Trynen!
Kronarbejde findes ej — nej det var saa ligt da!
jeg såd nok ikke ellersen saa frisk her aa digta.
Vi gaar i Fløjelsklæder besat med Sølverknapper,
Aa ryker af Merskum, som Kjærringa stapper.
Aa Kjærringa maa brase aa styre aa stelle —
aa blir hu sint, saa banker hu sig sjelv — skal jeg fortælle.
Aa Fiolin det speller vi Allesammen — hejsan!
Aa Danser en Polskdans, aa den er'nte lejsan.
Ja rejs til Oleana, saa skal Du vel leve,
den fattigste Stymper herover er Greve!
I Oleana langt heller vil jeg være,
end længer i Norg min Slavelænke bære!
Ole-Ole-Ole oh! Oleana!
Ole-Ole-Ole oh! Oleana!

### Inglese
Oh, to be in Oleanna!

That's where I'd like to be,

Than be bound in Norway,

And drag the chains of slavery.

Ole, Oleanna, Ole, Oleanna,

Ole, Ole, Ole, Ole, Ole, Oleanna.

In Oleanna land is free,

The wheat and corn just plant themselves,

Then grow a good four feet a day,

While on your bed you rest yourself.

Ole, Oleanna ...

Beer as sweet as Muchener

Springs from the ground and flows away,

The cows all like to milk themsleves

And hens lay eggs ten times a day.

Ole, Oleanna ...

Little roasted piggies

Just rush about the city streets,

Inquiring so politely if

A slice of ham you'd like to eat.

Ole, Oleanna ...

Aye, if you'd begin to live,

To Oleanna you must go,

The poorest wretch in Norway

Becomes a Duke in a year or so

Ole, Oleanna ...

## Accordi
```
   DO               FA           DO
   Oh, Ole Oleanna, Ole Oleanna-nna,
   FA      DO      SOL    DO
   Ole Ole Ole Ole Ole Oleanna-nna.

```